# 天母創意市集
天母創意市集，依臺北市政府工務局公園路燈工程管理處稱天母廣場(英文:TianMu Square)（士林一號廣場），又俗稱天母跳蚤市場，位於臺灣臺北市士林區天母地區中山北路七段、天母西路和天母東路口，可主要分為東側和西側廣場。東側屬於天山里範圍；西側屬天玉里，地址為天母西路1號。。面積共佔3,741平方公尺，分別於1986年和2003年接管西側、東側用地，並由園藝工程隊(北區分隊)負責管理。

## 活動
天母廣場依據使用分區屬於「廣場用地」，由公園路燈工程管理處管理，平時僅作為廣場供人行和休憩。假日舉辦二手市集，由天母商圈發展協會負責管理。假日時間為週五16:00~22:00；週六早場9:00~15:00；週六晚場16:00~22:00；週日15:00~21:00，使用地可分為活動場地、休憩範圍、花園植栽區和出入空間。每年舉辦的「天母搞什麼鬼萬聖節嘉年華」也時常以廣場為據點進行活動。

## 資料來源
1. ↑  地理資訊科學研究專題中心 台北市百年歷史地圖 里界圖
2. ↑  .   [2021-11-11]. （原始内容存档于2021-11-11）.
3. ↑  地理資訊科學研究專題中心 土地使用分區圖
4. ↑  .   [2021-11-11]. （原始内容存档于2020-02-01）.
5. ↑  臺北市士林一號廣場使用管理要點 https://www-ws.gov.taipei/001/Upload/348/relfile/31702/7411218/7101116475271.pdf （页面存档备份，存于）
6. ↑  .   [2021-11-11]. （原始内容存档于2022-01-21）.